# Сосикрат
Сосикрат (др.-греч. Σωσικράτης; fl. 180 г. до н. э.) — древнегреческий историк, доксограф и биограф.
Сосикрат родился на острове Родос. Известен, в первую очередь, вследствие частого упоминания Диогеном Лаэртским в его «О жизни, учениях и изречениях знаменитых философов», где он ссылается на Преемства Сосикрата как единственный авторитетный источник для подтверждения таких фактов, как, например, отсутствие философских сочинений у Аристиппа. Подразумевается, что Сосикрат был в расцвете после Гермиппа и до Аполлодора, приблизительно между 200 и 128 г. до н. э. Сосикрат считается автором «Преемств (философов)», цитируемые как Афинеем, так и Диогеном Лаэртским. Также он написал произведение об истории Крита. Его произведения не сохранились.